# Ber Haus
Ber Haus (ur. 15 marca 1920 w Skierniewicach, zm. 14 czerwca 2011 we Wrocławiu) – polski ekonomista, wieloletni pracownik naukowy Akademii Ekonomicznej we Wrocławiu.

## Życiorys
Urodził się w Skierniewicach w rodzinie żydowskiej. Tam w 1934 ukończył siedmioklasową szkołę powszechną i rozpoczął naukę w Szkole Handlowej, którą ukończył w 1938. W 1934 rozpoczął pracę jako księgowy w Skierniewicach. Do 1938 prowadził księgowość dla kilku przedsiębiorstw handlowych i młyna. W 1938 został zatrudniony jako księgowy w Towarzystwie Przemysłowo-Handlowym M. Zagajski S.A. w Warszawie.
Po wybuchu II wojny światowej przedsiębiorstwo przestało działać, w związku z czym wrócił do Skierniewic, gdzie przez półtora miesiąca pracował przymusowo przy odbudowie koszar. W listopadzie uciekł do radzieckiej strefy okupacyjnej i zatrzymał się w Białymstoku, gdzie próbował kontynuować naukę. W styczniu 1940 podjął pracę jako starszy księgowy w Rejonowej Spółdzielni Spożywców w Pińsku. W kwietniu tego samego roku opuścił Pińsk i został zatrudniony jako główny księgowy w Gminnej Spółdzielni Spożywców w Pieńkowicach. Po ataku III Rzeszy na Związek Radziecki w czerwcu 1941 został zmobilizowany do Armii Czerwonej. We wrześniu 1942 jako obcokrajowiec został zdemobilizowany i został skierowany do Osinnik w obwodzie kemerowskim na Syberii, gdzie przez trzy i pół roku pracował jako górnik w kopalni węgla.
W 1946 jako repatriant wrócił do Polski i osiedlił się w Polanicy-Zdroju, gdzie pracował jako laborant fotograficzny. W 1953 ukończył studia ekonomiczne na Wyższej Szkole Ekonomicznej we Wrocławiu, gdzie w 1952 został dyplomowanym ekonomistą, a rok później uzyskał tytuł magistra. Od 1950 pracował na stanowisku asystenta na tej uczelni, początkowo w Katedrze Statystyki, a rok później przeniósł się do Katedry Ekonomiki Przemysłu. W latach 1959–1966 pracował równolegle w Zakładach Energetyki Okręgu Dolnośląskiego jako doradca do spraw ekonomicznych i organizacyjnych. W 1958 uzyskał tytuł doktora nauk ekonomicznych, a w 1966 stopień doktora habilitowanego nauk o zarządzaniu. W 1972 został profesorem nadzwyczajnym, a w 1981 zwyczajnym. W latach 1969–1990 kierownik Katedry Ekonomiki i Organizacji Przedsiębiorstwa Akademii Ekonomicznej we Wrocławiu, w latach 1972–1974 dyrektor Instytutu Organizacji i Zarządzania, w 1968 prodziekan Wydziału Inżynieryjno-Ekonomicznego, a w latach 1987–1990 prorektor tej uczelni. Był twórcą Empirycznej Szkoły Zarządzania. Pracował także w Wyższej Szkole Bankowej w Poznaniu, a po odejściu z niej rozpoczął pracę w Społecznej Wyższej Szkoły Przedsiębiorczości i Zarządzania w Łodzi. W 1973 został członkiem Komitetu Nauk Organizacji i Zarządzania Polskiej Akademii Nauk, którego od 1998 jest członkiem honorowym.
Specjalizował się w ekonomice przedsiębiorstwa oraz organizacji i zarządzaniu. Wypromował 68 doktorów, 22 doktorów habilitowanych oraz 13 profesorów.

## Publikacje
Ber Haus był autorem ponad 350 publikacji indywidualnych lub zbiorowych oraz ponad 150 prac niepublikowanych.

## Odznaczenia
- Złoty Krzyż Zasługi
- Krzyż Kawalerski Orderu Odrodzenia Polski
- Krzyż Oficerski Orderu Odrodzenia Polski
- Medal Komisji Edukacji Narodowej

W 2004 otrzymał tytuł doctora honoris causa Akademii Ekonomicznej im. Karola Adamieckiego w Katowicach.

## Życie prywatne
Ber Haus był mężem prof. Sabiny Kotlarek-Haus (1928–2009), lekarza hematologa, z którą miał dwie córki: Mirosławę, informatyka, i Olgę, lekarza genetyka. Mieszkał we Wrocławiu, gdzie zmarł. Pochowany został 21 czerwca na Cmentarzu Grabiszyńskim.